# Michèle Morgan
Michèle Morgan   (Neuilly-sur-Seine, 29 de febrer de 1920 - Neuilly-sur-Seine, 20 de desembre de 2016) (francès: [miʃɛl mɔʁɡan]; de soltera Simone Renée Roussel; va ser una actriu de cinema francesa, que va ser una dama protagonista durant tres dècades tant al cinema francès com a les característiques de Hollywood. Es considera que va ser una de les grans actrius franceses del segle xx. Morgan va ser la guanyadora inaugural del premi a la millor actriu al Festival de Cannes. El 1992 va rebre un premi César honorífic per les seves contribucions al cinema francès.

## Biografia
Morgan va néixer Simone Renée Roussel a Neuilly-sur-Seine, Alts del Sena, un suburbi ric de París. Va créixer a Dieppe, Sena Marítim, França.
Morgan va marxar de casa als 15 anys cap a París decidida a convertir-se en actriu. Va prendre classes d'actuació de René Simon mentre feia d'extra en diverses pel·lícules per pagar les seves classes de teatre. Va ser llavors quan va sgafsr el nom artístic de "Michèle Morgan". Va argumentar que no tenia el tipus de cos d'una Simone, i "Morgan" sonava més amigable amb Hollywood.
Morgan va destacar per primera vegada pel director Marc Allégret, que li va oferir un paper important a la pel·lícula Gribouille (1937), al costat de Raimu. Després van venir Le Quai des brumes (1938) dirigida per Marcel Carné (1938), al costat de Jean Gabin, i Remorques (1941) dirigida per Jean Grémillon.

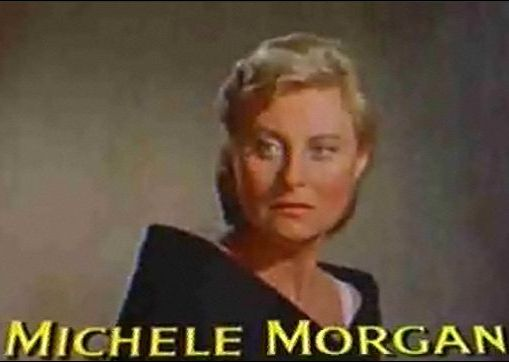
Del tràiler de The Vintage (1957)

Després de la invasió de França el 1940 pels alemanys, Morgan va marxar als Estats Units i Hollywood, on va ser contractada a RKO Pictures el 1941. La seva carrera allà va resultar bastant decebedora, a part de Joana de París (1942) al costat de Paul Henreid, i Higher and Higher (1943) al costat de Frank Sinatra. Va ser provada i molt considerada per a la protagonista femenina a Casablanca, però RKO no la va alliberar per la quantitat de diners que Warner Bros. va oferir. Morgan va treballar per a Warner, però, a Passatge a Marsella (1944) amb Humphrey Bogart.

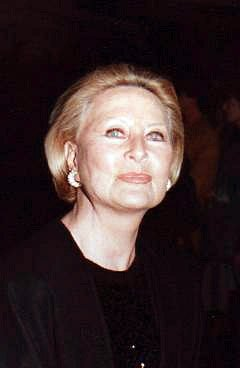
Morgan el 1995

Acabada la guerra, Morgan va tornar a França i va reprendre ràpidament la seva carrera amb la pel·lícula La Symphonie Pastorale (1946) dirigida per Jean Delannoy, que li va valer el premi a la millor actriu al Festival de Cannes. Les seves altres pel·lícules d'aquest període inclouen; L'ídol caigut de Carol Reed (1948), Fabiola (1949), Els orgullosos  (1953) d'Yves Allégret, Les maniobres de l'amor  (1955) de René Clair i Marie-Antoinette reine de France (1956). Va continuar treballant en pel·lícules al llarg dels anys 60, com ara Comandament perdut (1966), una versió de Les Centurions. A la dècada de 1970, es va retirar pràcticament de la seva carrera d'actriu, després només va fer aparicions ocasionals al cinema, la televisió i el teatre.
Per la seva contribució a la indústria del cinema, Morgan té una estrella al Passeig de la Fama de Hollywood al 1645 Vine Street. El 1969, el govern de França li va concedir la Legió d'Honor. Pel seu llarg servei a la indústria cinematogràfica francesa, el 1992 va rebre un Premi César Honorífic. El 1996, també va rebre el Lleó d'Or  per la seva trajectòria al Festival de Cinema de Venècia.
Morgan va començar a pintar als anys 60. Va fer una exposició individual, "Artistes En Lumière à Paris", del 2 de març al 30 d'abril de 2009, a l'Espace Cardin de París. El 1977 va publicar les seves memòries, titulades With Those Eyes (Avec ces yeux-là).

## Vida personal i mort
Mentre estava a Hollywood, Morgan es va casar amb William Marshall (1917-1994), el 1942, amb qui va tenir un fill, Mike Marshall (1944-2005). Morgan havia construït i tenia una casa al 10050 Cielo Drive. Morgan i Marshall es van divorciar el 1948. Es va casar amb l'actor francès Henri Vidal (1919-1959) el 1950. Va romandre amb ell fins a la seva mort el 1959. Després va viure amb el director de cinema i actor/escriptor Gérard Oury fins a la seva mort el 2006.
Morgan va morir el 20 de desembre de 2016, als 96 anys, a Meudon, França per causes naturals. El seu funeral es va celebrar a l'Església Saint-Pierre de Neuilly-sur-Seine el 23 de desembre de 2016 i va ser enterrada al cementiri de Montparnasse.
Tot i tenir 96 anys, tècnicament només va tenir 24 aniversaris perquè va néixer el 29 de febrer.

## Filmografia
| Any  | Títol                                         | Paper                               | Director                                                             | Notes                                             |
| ---- | --------------------------------------------- | ----------------------------------- | -------------------------------------------------------------------- | ------------------------------------------------- |
| 1935 | Mademoiselle Mozart                           | The trainer of the white elephant   | Yvan Noé                                                             | Als crèdits com Simone Morgan                     |
| 1937 | Gribouille                                    | Nathalie Roguin                     | Marc Allégret                                                        | estrenad com The Lady in Question in 1940         |
| 1938 | Orage                                         | Françoise Massart                   | Marc Allégret                                                        | amb Charles Boyer                                 |
| 1938 | Port of Shadows                               | Nelly                               | Marcel Carné                                                         | amb Jean Gabin                                    |
| 1938 | Nightclub Hostess                             | Suzy                                | Albert Valentin                                                      | escrita per Charles Spaak                         |
| 1939 | Coral Reefs                                   | Lilian White                        | Maurice Gleize                                                       | amb Jean Gabin                                    |
| 1939 | Musicians of the Sky                          | Tinent Saulnier                     | Georges Lacombe                                                      | amb Michel Simon                                  |
| 1940 | Stormy Waters                                 | Catherine                           | Jean Grémillon                                                       | basat en una novel·la de Roger Vercel             |
| 1940 | The Heart of a Nation                         | Marie Froment-Léonard               | Julien Duvivier                                                      | amb Raimu                                         |
| 1941 | My Life with Caroline                         | "Annette" (no surt als crèdits)     | Lewis Milestone                                                      | escrita per John Van Druten                       |
| 1942 | La Loi du nord                                | Jacqueline Bert                     | Jacques Feyder                                                       | basat en una novel·la de Maurice Constantin-Weyer |
| 1942 | Joana de París (Joan of Paris)                | Joan                                | Robert Stevenson                                                     | amb Paul Henreid                                  |
| 1943 | Two Tickets to London                         | Jeanne                              | Edwin L. Marin                                                       | amb Alan Curtis                                   |
| 1943 | Higher and Higher                             | Millie Pico alias Paméla Drake      | Tim Whelan                                                           | Primer film de Frank Sinatra                      |
| 1944 | Passatge a Marsella (Passage to Marseille)    | Paula                               | Michael Curtiz                                                       | amb Humphrey Bogart                               |
| 1946 | The Chase                                     | Lorna Roman                         | Arthur Ripley                                                        | amb Robert Cummings                               |
| 1946 | Pastoral Symphony                             | Gertrude (the young blind woman)    | Jean Delannoy                                                        | amb Pierre Blanchar                               |
| 1947 | L'ídol caigut (The Fallen Idol)               | Julie                               | Carol Reed                                                           | amb Ralph Richardson i Bobby Henrey.              |
| 1948 | To the Eyes of Memory                         | Claire Magny                        | Jean Delannoy                                                        | amb Jean Marais                                   |
| 1949 | The Fighting Gladiator                        | Fabiola                             | Alessandro Blasetti                                                  | amb Henri Vidal                                   |
| 1949 | Here Is the Beauty                            | Jeanne Morel                        | Jean-Paul Le Chanois                                                 | basat en una novel·la de Vicki Baum               |
| 1950 | The Glass Castle                              | Evelyne Lorin-Bertal                | René Clément                                                         | dues versions, una filmada en italià              |
| 1950 | L'Étrange Madame X                            | Irène Voisin-Larive                 | Jean Grémillon                                                       | amb Henri Vidal                                   |
| 1950 | The Naked Heart                               | Maria Chapdelaine                   | Marc Allégret                                                        | basat en una novel·la de Louis Hémon              |
| 1951 | The Seven Deadly Sins                         | Anne-Marie de Pallières             | Claude Autant-Lara                                                   | episodi "Pride"                                   |
| 1952 | The Moment of Truth                           | Madeleine Richard                   | Jean Delannoy                                                        | amb Jean Gabin                                    |
| 1953 | Els orgullosos (The Proud and the Beautiful)  | Nelly                               | Yves Allégret                                                        | amb Gérard Philipe                                |
| 1954 | Love, Soldiers and Women                      | Joan of Arc                         | Jean Delannoy                                                        | episodi "Jeanne"                                  |
| 1954 | Obsession                                     | Hélène Giovanni                     | Jean Delannoy                                                        | basat en una novel·la de Cornell Woolrich         |
| 1954 | Napoléon                                      | Joséphine de Beauharnais            | Sacha Guitry                                                         | Daniel Gélin/Raymond Pellegrin com a Napoléon     |
| 1955 | Les maniobres de l'amor (The Grand Maneuver)  | Marie-Louise Rivière                | René Clair                                                           | amb Gérard Philipe                                |
| 1955 | Margarida de la nit (Marguerite of the Night) | Marguerite                          | Claude Autant-Lara                                                   | amb Yves Montand                                  |
| 1955 | Marie Antoinette Queen of France              | Maria Antonieta d'Àustria           | Jean Delannoy                                                        | amb Richard Todd                                  |
| 1955 | If Paris Were Told to Us                      | Gabrielle d'Estrées                 | Sacha Guitry                                                         | retrat de l'amant d'Enric IV de França            |
| 1956 | Oasis                                         | Françoise Lignières                 | Yves Allégret                                                        | amb Pierre Brasseur                               |
| 1957 | The Vintage                                   | Léonne Morel                        | Jeffrey Hayden                                                       | amb Mel Ferrer                                    |
| 1957 | There's Always a Price Tag                    | Hélène Fréminger                    | Denys de La Patellière                                               | amb Daniel Gélin i Peter van Eyck                 |
| 1958 | The Mirror Has Two Faces                      | Marie-Josée Tardivet, Pierre's wife | André Cayatte                                                        | amb Bourvil i Ivan Desny                          |
| 1958 | Maxime                                        | Jacqueline Monneron                 | Henri Verneuil                                                       | amb Charles Boyer                                 |
| 1958 | Girls for the Summer                          | Micheline                           | Gianni Franciolini                                                   | amb Alberto Sordi                                 |
| 1959 | Menschen im Hotel                             | La Grusinskaïa                      | Gottfried Reinhardt                                                  | amb O. W. Fischer                                 |
| 1959 | Winter Holidays                               | Steffa Tardier                      | Camillo Mastrocinque                                                 | amb Georges Marchal                               |
| 1959 | The Wretches                                  | Thelma Rooland                      | Robert Hossein                                                       | amb Olivier Hussenot                              |
| 1959 | Why Do You Come So Late?                      | Catherine Ferrer                    | Henri Decoin                                                         | amb Henri Vidal                                   |
| 1960 | Fortunat                                      | Juliette Valcourt                   | Alex Joffé                                                           |                                                   |
| 1961 | Three Faces of Sin                            | Renée Plège                         | François Villiers                                                    | amb Jean-Claude Brialy                            |
| 1961 | The Lions Are Loose                           | Cécile                              | Henri Verneuil                                                       | amb Jean-Claude Brialy                            |
| 1962 | Landru                                        | Célestine Buisson                   | Claude Chabrol                                                       | amb Charles Denner                                |
| 1962 | Meetings                                      | Bella Krastner                      | Philippe Agostini                                                    | amb Gabriele Ferzetti                             |
| 1962 | Crime Does Not Pay                            | Jeanne Hugues                       | Gérard Oury                                                          | episodi "The Hugues Case"                         |
| 1962 | The Winner                                    | As herself                          | François Reichenbach                                                 | Premi Louis Delluc, Leopard d'Or                  |
| 1963 | Be Careful Ladies                             | Denise Duparc                       | André Hunebelle                                                      | amb Paul Meurisse                                 |
| 1963 | Web of Fear                                   | Constance                           | François Villiers                                                    | amb Dany Saval                                    |
| 1964 | Marked Eyes                                   | Florence                            | Robert Hossein                                                       |                                                   |
| 1964 | The Last Steps                                | Yolande Simonet                     | Jacques Robin                                                        | amb Jean-Louis Trintignant                        |
| 1964 | The Scapegoat                                 | Princess Sofia                      | Duccio Tessari                                                       | basat en una novel·la de Francesco Dall'Ongaro    |
| 1965 | Tell Me Whom to Kill                          | Geneviève Montanet                  | Étienne Périer                                                       | amb Paul Hubschmid                                |
| 1966 | Comandament perdut (Lost Command)             | The Countess of Clairfond           | Mark Robson                                                          | amb Anthony Quinn                                 |
| 1967 | La Bien-aimée                                 | Fanny Dréal                         | Jacques Doniol-Valcroze                                              | Telefilm                                          |
| 1967 | The Diary of an Innocent Boy                  | The Countess                        | Michel Deville                                                       | amb Pierre Clémenti i Michel Piccoli              |
| 1975 | Cat and Mouse                                 | Madame Richard                      | Claude Lelouch                                                       | amb Serge Reggiani                                |
| 1986 | Le Tiroir secret                              | Colette Dutilleul-Lemarchand        | Édouard Molinaro, Roger Gillioz, Michel Boisrond, Nadine Trintignant | minisèrie Tv, 6 episodis                          |
| 1990 | Everybody's Fine                              | A woman in the train                | Giuseppe Tornatore                                                   | amb Marcello Mastroianni                          |

## Michèle Bachelet
A l'expresidenta de Xile Michelle Bachelet li van posar el nom per Michèle Morgan.